# Millencolin and the Hi-8 Adventures
Millencolin and the Hi-8 Adventures (VHS/DVD:76 min) è una sequenza di video messa insieme artigianalmente da Erik Ohlsson dei Millencolin come testimonianza degli eventi a cui presero parte dal 1992 al 1998 come ad esempio video live, momenti delle trasferte, videoclip, interviste, trailer, video di skateboard e altro. Il montaggio del prodotto finale impiega quasi 6 mesi.
La prima distribuzione fu a tiratura limitata con allegata la colonna sonora della VHS. Le copie furono 3000 in tutto che vennero distribuite 1000 in Europa, 1000 in Australia e 1000 negli US.
Il VHS è stato distribuito sotto Burning Heart Records/Epitaph Records nel 1999.
Una versione in DVD è stata distribuita sotto Burning Heart Records/Epitaph Records nel 2003.

## Tracce
1. Softworld
2. In A Room
3. Nosepicker video
4. Leona live
5. Da Strike video
6. Mr. Clean live
7. Stoy Of My Life video
8. Dance Craze live
9. Move Your Car video
10. Take It Or Leave It inst.
11. Olympic live
12. Jellygoose inst.
13. Twenty Two live
14. Killercrush live
15. Lozin' Must video
16. Black Gold inst.
17. Dragster
18. Bullion live
19. Monkey Boogie live
20. The Tame(demo song)
21. Buzzer(long version)
22. Random I Am live
23. Airhead live